# Жэнь Чжэньхэ
Жэнь Чжэньхэ (кит. 任振鹤, род. март 1964, Хэфэн, Хубэй) — китайский государственный и политический деятель, губернатор провинции Ганьсу с 3 декабря 2020 года.
Ранее секретарь парткома КПК города Сянъян (2016—2017), вице-губернатор провинции Хубэй (2015—2016), секретарь горкома КПК Сяньнина (2008—2012), мэр (1996—1998) и секретарь парткома КПК города Личуань (1998—2002).
Член Центрального комитета Компартии Китая 20-го созыва.

## Биография
Родился в марте 1964 года в уезде Хэфэн Эньши-Туцзя-Мяоского автономного округа, провинция Хубэй. По национальности — туцзя.
В сентябре 1982 года в возрасте 18 лет поступил на работу в муниципальную текстильную компанию в Хэфэне, в апреле 1983 года перешёл служащим в управление торговли окружной администрации. В 1984 году вступил в Коммунистическую партию Китая.
В 1988 году окончил Хуачжунский политехнический институт (ныне Хуачжунский университет науки и технологий) с дипломом бакалавра по специальности «экономика». С октября 1988 года на должностях заместителя секретаря парткомов и заместителя главы в местных округах городского уезда. В мае 1995 года направлен для повышения квалификации в район Путо (Шанхай), где работал заместителем начальника управления промышленности и торговли районной администрации. В марте 1996 года — заместитель секретаря райкома КПК в Хэфэне, в ноябре того же года переведён заместителем главы парткома КПК города Личуань, избран исполняющим обязанности мэра города и в январе 1997 года утверждён в должности мэра. В декабре 1998 года возглавил горком Личуаня. С августа 1996 по декабрь 1998 года проходил обучение без отрыва от основной работы в Центральной партийной школе КПК по специальности «экономический менеджмент».
С июня 2003 года — заместитель секретаря парткома КПК Эньши-Туцзя-Мяоского автономного округа. В августе 2006 года — заместитель главы горкома КПК Хуангана. В апреле 2008 года переведён в Сяньнин заместителем секретаря горкома КПК и исполняющим обязанности мэра города, в июне того же года утверждён в должности мэра. Четыре года спустя, в июле 2012 года вступил в должность главы горкома КПК Сяньина, став председателем Постоянного комитета горкома по совместительству. С марта 2010 по январь 2012 года заочно учился в аспирантуре Центральной партийной школы КПК, после защиты диссертации получил звание доктора философии (PhD) в политических науках.
В мае 2015 года назначен вице-губернатором провинции Хубэй. Год спустя получил назначение секретарём парткома КПК города Сянъян и членом Постоянного комитета парткома КПК провинции. В феврале 2017 года впервые в политической карьере назначен на должность за пределами родной провинции — заведующим организационным отделом парткома КПК провинции Чжэцзян, в мае 2018 года возглавил комиссию по проверке дисциплины провинциального парткома и контрольную комиссию администрации провинции, отвечающей за проверку, надзор и соблюдение дисциплины в системе государственной службы Чжэцзяна. В июле 2019 года переведён в провинцию Цзянсу на пост второго по перечислению заместителя секретаря парткома КПК провинции.
3 декабря 2020 года на 20-й сессии Постоянного комитета Собрания народных представителей провинции Ганьсу назначен временно исполняющим обязанности губернатора провинции. Утверждён в должности губернатора в январе следующего года.